# 派崔克·基斯諾保
派崔克·法比奧·馬西梅·基斯諾保（1981年3月24日—），簡稱派崔克·基斯諾保（英語：Patrick Kisnorbo），是一名已退役澳洲籍意混血足球員。基斯諾保曾是一名澳洲國腳，至今代表澳洲上陣過16次。
基斯諾保擅於打中場和防守位置，不過多以中堅身份上陣為主。在李斯特城效力了四年，代表球會上陣超過百次的基斯諾保，是李斯特城球迷最喜愛的球員。在他效力李斯特城期間，他多次惹上球證判罰，然而在及後多次證明球證的判決其實是錯誤的，他亦曾因傷患而影響到其上陣時間。基斯諾保曾代表澳洲參與2002年大洋洲國家杯、2004年大洋洲國家杯和2007年亞洲盃足球賽。他的職業球員生涯在南墨爾本開始，其後輾轉加盟蘇格蘭球會赫斯、李斯特城和列斯聯。

## 早期生活
基斯諾保生於墨爾本，其父親是毛里裘斯人，母親則是一名來自第里雅斯特的意大利人。由於其母親的關係，他持有意大利護照，這使他在波士文裁決下可以繞過歐盟的限制。

## 球會
基斯諾保在他青年時期已經效力家鄉球會艾森頓城（Essendon City）和布倫斑馬。其後他成為了南墨爾本的一員，並於兩季後被提拔上職業隊，並曾在現已解散了的國家足球聯賽踢過球。
赫斯
隨著澳洲國家足球聯賽的解散，基斯諾保在2003年7月轉會至位於愛丁堡的蘇超球會赫斯並簽下了兩年合約。前蘇格蘭國腳戴夫·麥克弗森將他推薦給赫斯，間接促成了是次交易。基斯奴保在加盟後首兩季迅速穩坐正選席位，代表球會上陣了48場，並於2004年10月24日對喜百年的賽事中攻入其唯一一個入球，協助球隊以2-1擊敗對手。
基斯諾保亦曾在歐洲足協盃對波爾多、飛燕諾、史浩克04和費倫茨瓦羅斯等球會的賽事中上陣，並在對葡萄牙球會布拉加的賽事中攻入一球。其合約在2004/05季度結束後，他並不獲會方續約。他效力赫斯僅18個月並合共上陣了64場賽事。
李斯特城
2005年]月，基斯諾保正式轉投李斯特城，在這之前他在1月時與「狐狸」簽下了合約前協議。他在這次易主中，是跟隨著原赫斯領隊奇治·尼雲、隊友馬克·迪華里斯和阿倫·馬貝利一同來到這個中部球會的。
2005年10月15日，基斯諾保在對屈福特的賽事中攻入其加盟以來的首球，並協助球隊勝出。他最初代表李斯特城是以中場身份上陣，不過這卻是一個失敗的調配並令球迷感到不滿，其表現最終導致球隊以1-2敗給錫周三。然而，重返後防線使到他的命運改變，他與隊友帕迪·麥卡菲一同鎮守防線，這對防線組合對於李斯特城避免降級至英甲給予很大的幫助。
2005/06季度結束後，韋根希望羅致基斯諾保，不過加盟李斯特城尚未達12個月的基斯諾保，最終選擇與李斯特城簽下3年合約。2006/07季度，他表現不俗，他在對高雲地利和修安聯的賽事中合共攻入兩球並展現了良好的後衛能力，幫助球會免去降班之危。在1月轉會市場時，富咸希望引入他。基斯諾保的表現贏得了2006/07季度的由他的隊友票選出的最佳球員獎。這證明了他成為球迷最喜歡的球員
2007/08季度
在2007/08季度，基斯諾保伴隨著李斯特城降班。不過這令他遭受到至少三個具爭議性的裁決。第一次是在10月20日，他在對斯肯索普的賽事中攻入一球，卻被球證史葛·馬菲遜（Scott Mathieson）判定為越位在先，使到李斯特城失去了取得這場客場勝利的機會。然而，錄像回放顯示，基斯諾保的入球其實是沒有越位，這使得他大為惱火，時任李斯特城領隊格里·塔格特對此評論說：「我們在更衣室裡都看過了派崔克的入球重播，他顯然並沒有越位。」第二次是基斯諾保因為邊裁認為他侵犯了柏保路·干拿高而被球證菲爾·祖斯琳以紅牌驅趕離場，菲爾·祖斯琳更判罰十二碼給予葉士域治，令到葉士域治最終以3-1勝出。其後，菲爾·祖斯琳承認其錯誤，由於錄像中顯示基斯奴保確實是在禁區外贏得皮球，所以他的紅牌亦因此而撤銷，時任李斯特城領隊伊恩·霍洛韦形容這是一個徹底的混亂（complete kerfuffle），不過由於他的隊友在比賽進行時憤怒地向菲爾·祖斯琳投訴，而最終導致李斯特城被英足總罰款3000英鎊。第三次是在2008年4月5日，球證米克·派克認為基斯奴保侵犯了比利·沙柏，米克·派克更判罰十二碼給予錫菲聯，使到錫菲聯最終以3-0勝出。據錄像重播，基斯諾保和比利·沙柏並沒有任何接觸，事緣只不過是比利·沙柏插水而已。伊恩·霍洛威認為米克·派克的決定令人尷尬，並稱道這是：「這是我看過的一個最大錯誤。」李斯特城亦成功替基斯奴保上訴，撤銷了他的紅牌。
2008年4月26日，禍不單行的是基斯諾保在對錫周三的賽事中膝蓋韌帶受傷，這傷患導致基斯諾保要休養六個月。他的傷勢嚴重影響到李斯特城留在英冠的希望。2007年12月26日，他在對葉士域治的賽事中上陣，這是他個人代表李斯特城的第100場賽事，並攻入一球，協助球隊以2-0擊敗對手。
2008/09季度
10月2日，基斯諾保在對魯斯頓鑽石的預備組賽事中復出。2008年10月18日，他重返一隊並在對奧咸的賽事中後備上陣。11月9日，他在足總杯對布洛治的賽事中另一韌帶受傷，這傷患令到他不得不缺陣兩個月。2009年3月14日， 他在對米禾爾的賽事中復出，他於下半場時後備入替，不過基斯諾保卻需要與一隊隊友韋恩·布朗、積克·賀比斯、米高·摩里臣和亞歷山大·坦喬夫競爭正選位置。基斯諾保在當季下半年只上陣了三場，卻見證了球隊奪得英甲冠軍。
4月28日，時任領隊尼格尔·皮尔逊讓基斯奴保在夏季轉會期可自由轉會。5月29日，他與隊友保羅·亨達臣、麥斯·艾禾菲、般奴·尼高迪和巴利·夏利斯一同被球會所放棄。他指出對於被球會放棄，他感到非常失望，而且他清晰地表明他希望：「李斯特城會在下季記掛我，因為我極度渴望留在英冠。」他被李斯特城放棄後，曾前往水晶宮試訓，其後又曾前往李斯特城的本土競爭對手打比郡試訓，本來傳聞他將會加盟打比郡，然而在友賽車士打菲特的表現卻並沒有很顯眼，導致大部分傳聞都指向他會加盟水晶宮。
列斯聯
2009年7月22日，基斯諾保加盟列斯聯並簽下了兩年合約。

他在與列斯聯簽約後說道：
列斯聯有一個偉大的傳統和歷史，我希望成為一個成功球會的一員。
2009年8月8日，基斯諾保在對艾斯特城的賽事中首次亮相，球會最終以2-1擊敗對手。8月12日，基斯奴保在代表澳洲隊上陣後，成為列斯聯第100位國腳級球員。基斯奴保穩定的表現和他踢球時勇敢的風格，使他成為球迷的寵兒。
2012年1月5日，基斯諾保於早三天前主場對般尼的英冠比賽中膝蓋受傷，餘下賽季比賽將不能上陣。
2013年1月3日，英冠球會葉士域治從列斯聯借入基斯諾保，借用期為一個月。
2013年1月29日，葉士域治宣佈與31歲的基斯諾保借用期會延至球季結朿。
2013年5月3日，列斯聯宣佈有10名球員不獲提供新合約可自由轉會，基斯諾保為其中之一。
墨爾本雄心
2013年9月10日，基斯諾保重返家鄉加盟澳職球會墨爾本雄心，簽約一個球季。

## 國際賽生涯
基斯諾保曾參與2001年世界青年足球錦標賽，並代表過澳洲U20在大洋洲預選賽中打了五場比賽，其中在對巴布亞新幾內亞的賽事中，他更攻入了一球。基斯諾保上陣了所有賽事並帶領著澳洲隊比賽，不過澳洲隊最終在第二輪淘汰賽中不敵巴西。他在U20級別的表現，使他在2002年7月6日對萬那杜的賽事中，爭取到代表國家隊上陣的機會。基斯奴保在2002年大洋洲國家杯中上陣了三場，其中包括在決賽不敵紐西蘭的賽事。
2004年，基斯諾保被選進2004年大洋洲國家杯的大軍名單。在澳洲最後一場對所羅門群島的分組賽賽事中，他領了兩面黃牌而被驅趕離場。不久後，基斯諾保拒絕加入澳洲U23奧運隊，而選擇了在季前集中精神去鞏固自己在赫斯的地位。這決定對澳洲造成了損失，因他離開了球隊，促使到澳洲最終在四強戰敗給伊拉克。
基斯諾保代表了澳洲在對加納、丹麥、中國和烏拉圭的熱身賽中上陣。他在上述賽事的表現，令到他被澳洲選進了2007年亞洲盃足球賽的大軍名單，並在首兩場分組賽對阿曼和伊拉克的賽事中上陣，澳洲隊與阿曼打成平手和不敵伊拉克後，基斯諾保失去了首發機會。他其後亦沒有機會上陣，最終澳洲隊被日本所淘汰。
闊別了澳洲隊兩年後，基斯諾保重新獲選入澳洲隊大軍名單，並在2009年8月12日對愛爾蘭的友賽中上陣，他在賽事進行至22分鐘時有一個絕佳入球機會—近距離頭鎚攻門，不過卻被對方門將沙伊·基雲所化解。2009年9月5日，基斯諾保在對南韓的賽事中攻入他在澳洲隊的首個入球。 隨後，他獲選出戰在10月10日對荷蘭的友賽。

## 榮譽

### 球會
李斯特城
- 英甲冠軍：2008/09

列斯聯
- 英甲亞軍：2009/10

### 個人
- PFA年度英甲最佳陣容：2009/10
- 列斯聯球迷票選年度最佳球員：2009/10
- 列斯聯年度最佳球員：2009/10

### 國際賽
澳洲隊
- 大洋洲國家杯亞軍：2002
- 大洋洲國家杯冠軍：2004

## 外部連結
- （英文）Leicester City profile
- （英文）FFA - Socceroo profile
- （英文）OzFootball profile （页面存档备份，存于）
- （英文）足球数据库：派崔克·基斯諾保的球员统计数据